# Christmas in My Heart
Christmas in My Heart – pierwszy świąteczny, a zarazem piąty album studyjny niemieckiej wokalistki pop Sarah Connor wydany dnia 18 listopada 2005 w krajach niemieckojęzycznych oraz dnia 27 listopada 2006 w Polsce nakładem wytwórni Universal Music. W roku 2006 w Niemczech wydana została reedycja wydawnictwa wzbogacona o dodatkowy utwór.

## Informacje o albumie
Proces powstawania albumu Christmas in My Heart miał miejsce we wrześniu 2005 roku. Jest to pierwszy projekt związany z tematyką świąt Bożego Narodzenia, nad którym artystka pracowała. Standardowa wersja krążka zawiera dwanaście świątecznych utworów inspirowanych melodiami angielskich oraz niemieckich kolęd.

"Uwielbiam święta Bożego Narodzenia. Odkąd pamiętam, ten czas kojarzy mi się ze wspaniałymi chwilami z rodziną. Wszyscy śpiewaliśmy kolędy, które stały się integralną częścią tych dni. To właśnie one mają własny, niepowtarzalny urok; wydzielają tyle ciepła i miłości. Słysząc je automatycznie czuję się bezpieczna. Praca nad tym albumem było dla mnie nowym doświadczeniem. Nie chciałam wnosić własnych poprawek do najpopularniejszych kolęd, gdyż uważam to za niestosowne. Aby oddać wydźwięk własnym emocjom związanym z tym okresem stworzyliśmy razem z producentami nowe kompozycje, które zaśpiewałam z aranżem tradycyjnych melodii angielskich i niemieckich.”

## Produkcja
Przy powstawaniu materiału na krążek wokalistka współpracowała z duetem producenckim Kay Denar oraz Rob Tyger, którzy odpowiedzialni są za brzmienie poprzednich albumów artystki. W studiu Connor wspomagał również George Glueck, główny producent krążka. Dzieło wypełniło dwanaście kompozycji wśród których znalazły się tradycyjne „Ave Maria”, „Have Yourself a Merry Little Christmas” i „White Christmas” oraz te stworzone na potrzeby wydawnictwa. Sześć utworów zainspirowanych zostało kolędami niemieckimi poprzez wykorzystanie melodii. Standardową wersję krążka promował utwór „Christmas in My Heart” autorstwa Denara oraz Tygera. W piosence swego wokalu gościnnie użyczył członek zespołu Naturally 7, Dwight Stewart.
Rok po premierze standardowej wersji wydawnictwa, na rynkach muzycznych pojawiła się reedycja krążka wzbogacona o dodatkowy utwór. Piosenka „The Best Side of Life”, która promowała album wykorzystana została w kampanii promocyjnej marki Coca-Cola. Świąteczne spoty telewizyjne z udziałem kompozycji ukazały się w krajach niemieckojęzycznych.

## Single
- Pierwszym, a zarazem ostatnim singlem promującym standardową wersję albumu stała się tytułowa kompozycja „Christmas in My Heart” wydana na rynek muzyczny dnia 25 listopada 2005. Teledysk, nakręcony w zimowej scenerii w górach, ukazuje Connor oczekującą na przyjazd swego ukochanego na Święta Bożego Narodzenia. W czasie trwania klipu wokalistka ukazana jest przy wykonywaniu prac przygotowawczych do powitania i celebrowania świąt. Singel znalazł się w Top 10 oficjalnych notowań w krajach niemieckojęzycznych zyskując komercyjny sukces[7].
- Pierwszym singlem prezentującym reedycję krążka został utwór „The Best Side of Life” wydany dnia 24 listopada 2006. Kompozycję wykorzystano również w świątecznej kampanii promocyjnej napoju Coca-Cola w Niemczech. Teledysk, zrealizowany w atmosferze świątecznej ukazuje artystkę śpiewającą wraz z chórem kościelnym na zaśnieżonej ulicy. Singel zyskał na umiarkowanym sukcesie zajmując pozycje #4 w Niemczech, #12 w Austrii oraz #15 w Szwajcarii[8].

| Rok  | Singel                  | Album                                 | Pozycje na listach | Pozycje na listach | Pozycje na listach |
| Rok  | Singel                  | Album                                 | GER                | AUT                | SWI                |
| ---- | ----------------------- | ------------------------------------- | ------------------ | ------------------ | ------------------ |
| 2005 | „Christmas in My Heart” | Christmas in My Heart (oraz reedycja) | 4                  | 6                  | 4                  |
| 2006 | „The Best Side of Life” | Christmas in My Heart (oraz reedycja) | 4                  | 12                 | 15                 |

## Lista utworów
Wersja standardowa
1. „Ave Maria” (Franz Schubert, Rob Tyger, Kay Denar) – 3:58
2. „Christmas in My Heart” (Rob Tyger, Kay Denar) – 4:48
3. „Be Thankful” (Rob Tyger, Kay Denar) – 3:33
4. „White Christmas” (Irving Berlin) – 3:36
5. „Sweet Is the Song” (Rob Tyger, Kay Denar) – 3:41
6. „A Ride in the Snow” (Rob Tyger, Kay Denar) – 4:02
7. „The Christmas Song” (Mel Torme, Robert Wells) – 3:16
8. „Why Does It Rain” (Rob Tyger, Kay Denar) – 4:28
9. „Tonight's the Night” (Daniel Johannes Falk, Rob Tyger, Kay Denar) – 4:06
10. „A New Kingdom” (Eduard Ebel, Rob Tyger, Kay Denar) – 3:36
11. „Come Together” (Rob Tyger, Kay Denar) – 4:12
12. „Have Yourself a Merry Little Christmas” (Hugh Martin, Ralph Martin) – 2:48

Reedycja
1. „The Best Side of Life” (Marc Lennard, Jojo HF, Rob Tyger, Kay Denar) – 3:49
2. „Ave Maria” (Franz Schubert, Rob Tyger, Kay Denar) – 3:58
3. „Christmas in My Heart” (Rob Tyger, Kay Denar) – 4:48
4. „Be Thankful” (Rob Tyger, Kay Denar) – 3:33
5. „White Christmas” (Irving Berlin) – 3:36
6. „Sweet Is the Song” (Rob Tyger, Kay Denar) – 3:41
7. „A Ride in the Snow” (Rob Tyger, Kay Denar) – 4:02
8. „The Christmas Song” (Mel Torme, Robert Wells) – 3:16
9. „Why Does It Rain” (Rob Tyger, Kay Denar) – 4:28
10. „Tonight's the Night” (Daniel Johannes Falk, Rob Tyger, Kay Denar) – 4:06
11. „A New Kingdom” (Eduard Ebel, Rob Tyger, Kay Denar) – 3:36
12. „Come Together” (Rob Tyger, Kay Denar) – 4:12
13. „Have Yourself a Merry Little Christmas” (Hugh Martin, Ralph Martin) – 2:48

## Pozycje na listach
| Lista sprzedaży (2005/06)    | Najwyższa pozycja |
| ---------------------------- | ----------------- |
| Austria IFPI Albums Chart    | 6                 |
| Niemcy IFPI Albums Chart     | 6                 |
| Szwajcaria IFPI Albums Chart | 6                 |

### Certyfikaty
| Państwo    | Certyfikat                                    |
| ---------- | --------------------------------------------- |
| Niemcy     | Platynowa płyta Sprzedaż: 200.000 egzemplarzy |
| Szwajcaria | Złota płyta Sprzedaż: 15.000 egzemplarzy      |

## Daty wydania
| Państwo                   | Data                                   |
| ------------------------- | -------------------------------------- |
| Niemcy Austria Szwajcaria | 18 listopada 2005 (Wersja standardowa) |
| Niemcy Austria Szwajcaria | 24 listopada 2006 (Reedycja)           |
| Niemcy Austria Szwajcaria | 16 listopada 2007 (Reedycja digipack)  |
| Polska                    | 27 listopada 2006 (Wersja standardowa) |